# Moulin de la Sucrerie blanche
Le moulin de la Sucrerie Blanche est un ancien moulin située sur le territoire de la commune de Chalon-sur-Saône dans le département français de Saône-et-Loire et la région Bourgogne-Franche-Comté.

## Historique
Menacé de destruction en 2011, il fait l'objet d'une inscription au titre des monuments historiques depuis le 8 octobre 2012.